# Bắc Bình
Bắc Bình là một huyện ven biển của tỉnh Bình Thuận, Việt Nam.

## Địa lý

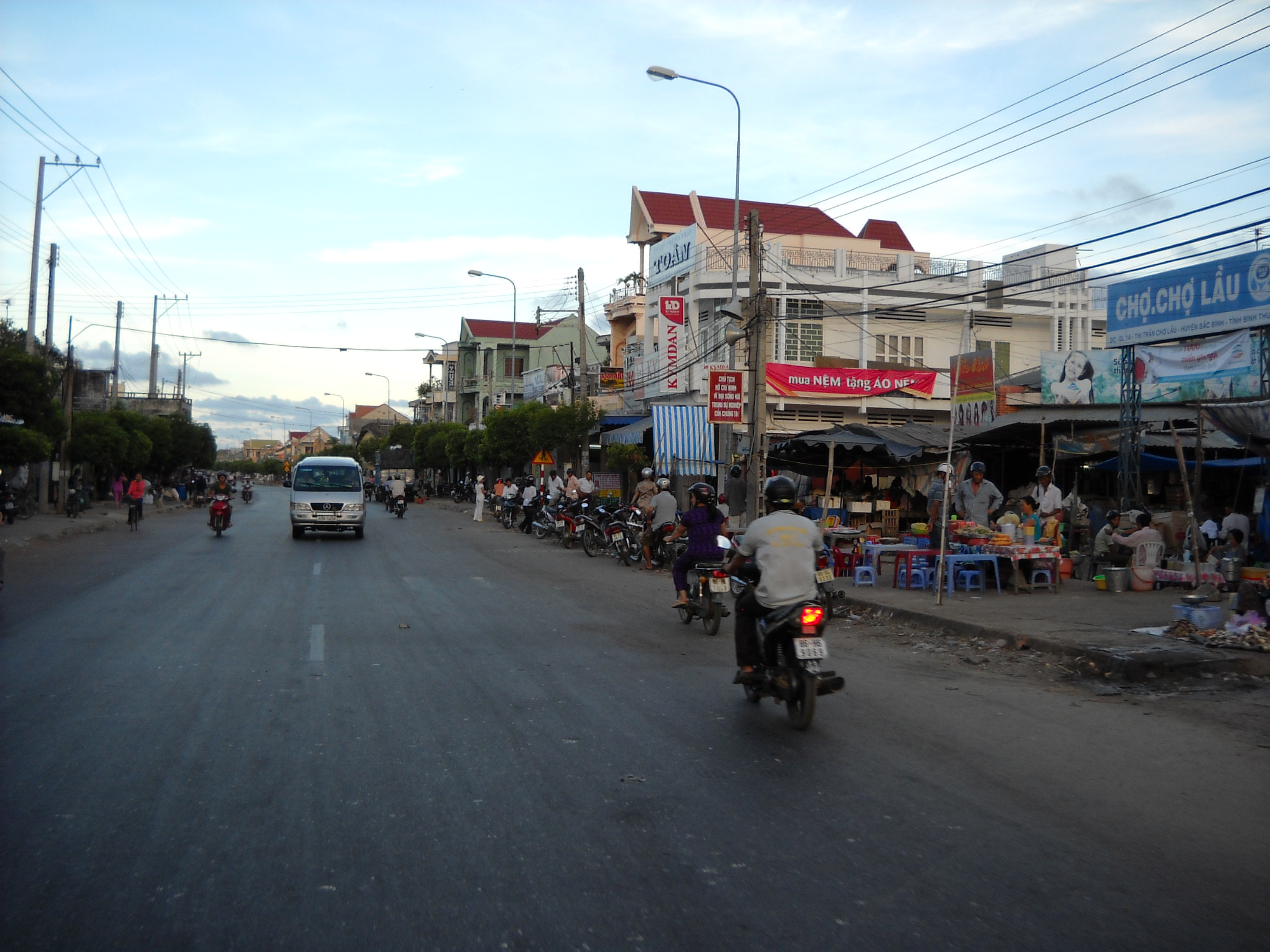
Một góc thị trấn Chợ Lầu

Huyện Bắc Bình là huyện có diện tích lớn nhất tỉnh Bình Thuận, nằm ở phía bắc của tỉnh, cách Thành phố Hồ Chí Minh khoảng 230 km theo phía đông, cách Nha Trang khoảng 200 km theo phía tây nam. Huyện có Quốc lộ 1 và đường sắt Bắc - Nam đi qua, có vị trí địa lý:
- Phía đông giáp huyện Tuy Phong
- Phía tây giáp huyện Hàm Thuận Bắc và giáp huyện Di Linh, tỉnh Lâm Đồng
- Phía nam giáp thành phố Phan Thiết và Biển Đông
- Phía bắc giáp huyện Đức Trọng, tỉnh Lâm Đồng.

Đây là địa phương có tuyến Đường cao tốc Vĩnh Hảo – Phan Thiết đi qua.

## Hành chính

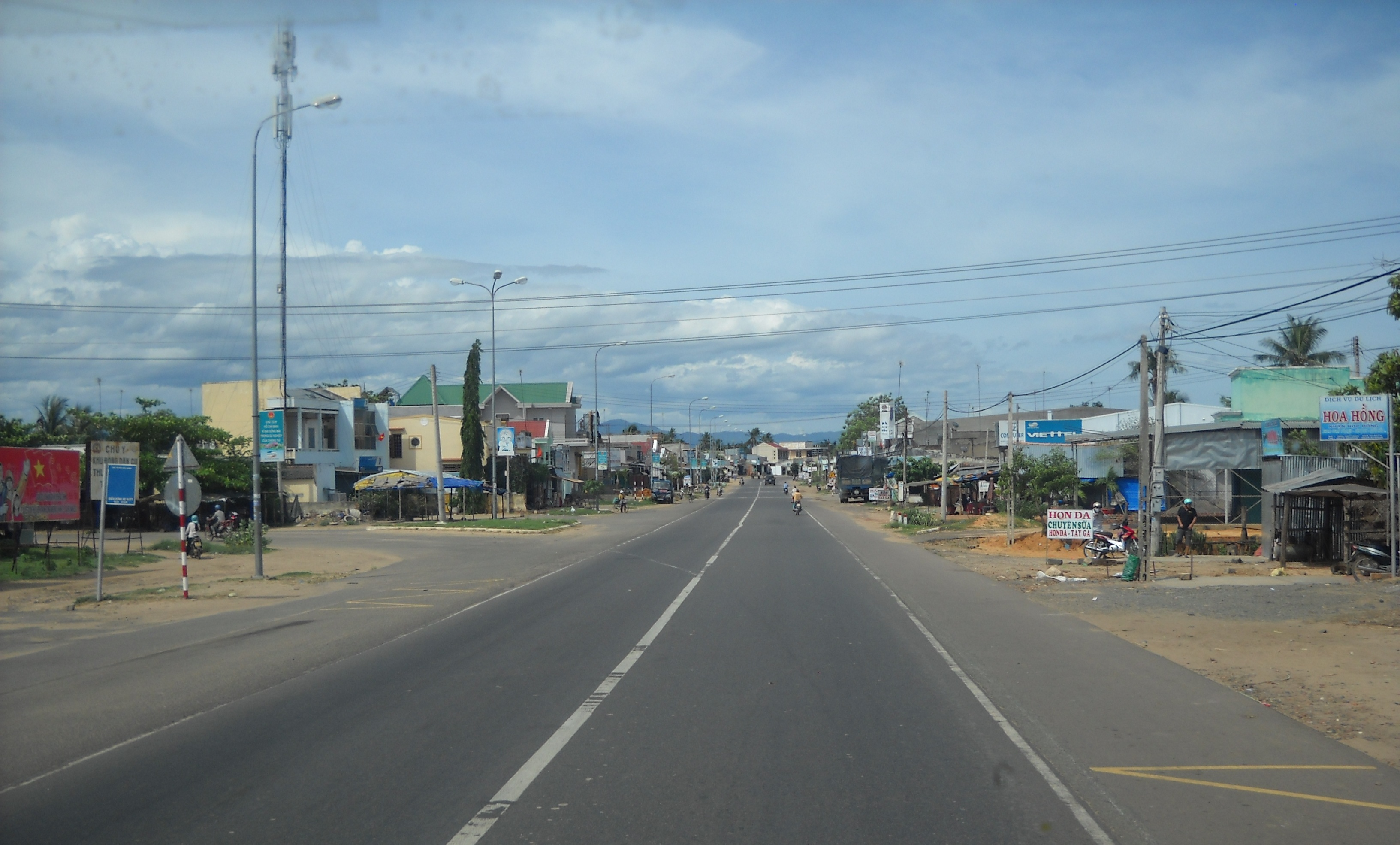
Một con đường tại thị trấn Lương Sơn

Huyện Bắc Bình có 18 đơn vị hành chính cấp xã trực thuộc, bao gồm 2 thị trấn: Chợ Lầu (huyện lỵ), Lương Sơn và 16 xã: Bình An, Bình Tân, Hải Ninh, Hòa Thắng, Hồng Phong, Hồng Thái, Phan Điền, Phan Hiệp, Phan Hòa, Phan Lâm, Phan Rí Thành, Phan Sơn, Phan Thanh, Phan Tiến, Sông Bình, Sông Lũy.

## Lịch sử
Vùng đất huyện Bắc Bình ngày nay nguyên trước đây là hai huyện Hòa Đa và Phan Lý Chàm thuộc tỉnh Bình Thuận.
Năm 1955, chính quyền Việt Nam Cộng hòa thành lập các quận Hòa Đa, Phan Lý Chàm, Hải Ninh và Tuy Phong thuộc tỉnh Bình Thuận. Trong đó, vùng đất huyện Bắc Bình ngày nay tương ứng với các quận Hòa Đa, Phan Lý Chàm và Hải Ninh:
- Quận Hải Ninh gồm vùng Sông Mao, Sông Luỹ
- Quận Phan Lý Chàm gồm các xã người Chăm là Lạc Trị, Hậu Quách, Hựu An, Tịnh Mỹ và các xã đồng bào miền núi
- Quận Hòa Đa gồm 6 xã: Nhơn Thiện, Lương Sơn, Chợ Lầu, Phan Rí Thành, Phan Rí Cửa và Thượng Văn.

Về phía chính quyền cách mạng, tháng 4 năm 1951, Tỉnh ủy Bình Thuận sáp nhập 3 huyện Hòa Đa, Phan Lý Chàm, Tuy Phong thành huyện Bắc Bình. Tháng 11 năm 1951, lại tách vùng Phan Lý Chàm ra để lập lại huyện Phan Lý riêng. Huyện Bắc Bình còn lại gồm các xã của Hòa Đa và Tuy Phong cũ.
Đầu năm 1962, Tỉnh uỷ Bình Thuận quyết định giải thể 2 huyện Bắc Bình và Phan Lý để thành lập huyện Lê Hồng Phong và Ban Cán sự Bắc Sơn.
Giữa năm 1966, lại quyết định giải thể huyện Lê Hồng Phong và Bắc Sơn, lập lại các huyện Hòa Đa, Phan Lý, Tuy Phong, Thuận Phong theo ranh giới cũ.
Tháng 4 năm 1967, Khu 6 quyết định thành lập tỉnh Bắc Bình gồm 3 huyện Hòa Đa, Phan Lý, Tuy Phong và K67 (cắt từ tỉnh Tuyên Đức). Tháng 8 năm 1968, Khu 6 lại quyết định giải thể tỉnh Bắc Bình. Ba huyện Hòa Đa, Phan Lý, Tuy Phong lại thuộc tỉnh Bình Thuận. K67 được trả về lại tỉnh Tuyên Đức.
Đầu năm 1974, Tỉnh uỷ Bình Thuận quyết định tách các xã căn cứ của 2 huyện Hòa Đa và Thuận Phong để tái lập lại huyện căn cứ Lê Hồng Phong. Tuy nhiên đến tháng 12 năm 1974, lại quyết định giải thể huyện Lê Hồng Phong. Đồng thời lập huyện Hải Ninh (tách ra từ huyện Phan Lý) trực thuộc tỉnh.
Sau năm 1975, 3 tỉnh Ninh Thuận, Bình Thuận và Bình Tuy hợp nhất thành tỉnh Thuận Hải. Đồng thời, 4 huyện Hòa Đa, Phan Lý, Hải Ninh và Tuy Phong hợp nhất thành huyện Bắc Bình thuộc tỉnh Thuận Hải, gồm 25 xã: Bình Thạnh, Chí Công, Chợ Lầu, Hải Ninh, Hòa Minh, Hòa Phú, Hòa Thắng, Hồng Thái, Lạc Tri, Liên Hương, Lương Sơn, Phan Điền, Phan Dũng, Phan Hiệp, Phan Hòa, Phan Lâm, Phan Rí Cửa, Phan Rí Thành, Phan Sơn, Phan Thanh, Phong Phú, Phú Tuy, Phước Thể, Sông Lũy và Vĩnh Hảo.
Ngày 13 tháng 3 năm 1979, Hội đồng Chính phủ ban hành Quyết định 104-CP. Theo đó: 
- Tách thôn Nghĩa Thuận, thôn Bàu Ốc của xã Lương Sơn và khu kinh tế mới Lương Nhơn của xã Hồng Thái lập thành xã Bình Tân
- Hợp nhất xã Phú Tuy và xã Lạc Tri thành xã Phú Lạc
- Sáp nhập thôn Tiến Thắng và thôn Tiến Lộc của xã Phan Tiến vào xã Sông Lũy
- Chuyển xã Phan Rí Cửa thành thị trấn Phan Rí Cửa.

Cuối năm 1981, huyện Bắc Bình có 1 thị trấn Phan Rí Cửa và 24 xã: Bình Tân, Bình Thạnh, Chí Công, Chợ Lầu, Hải Ninh, Hòa Minh, Hòa Phú, Hòa Thắng, Hồng Thái, Liên Hương, Lương Sơn, Phan Điền, Phan Dũng, Phan Hiệp, Phan Hòa, Phan Lâm, Phan Rí Thành, Phan Sơn, Phan Thanh, Phong Phú, Phú Lạc, Phước Thể, Sông Lũy, Vĩnh Hảo.
Ngày 30 tháng 12 năm 1982, Hội đồng Bộ trưởng ban hành Quyết định 204-HĐBT. Theo đó:
- Tách 10 xã Hòa Phú, Hòa Minh, Chí Công, Bình Thạnh, Liên Hương, Phước Thể, Phú Lạc, Vĩnh Hảo, Phan Dũng, Phong Phú và thị trấn Phan Rí Cửa để thành lập huyện Tuy Phong
- Sáp nhập xã Hồng Phong thuộc huyện Hàm Thuận (nay là 2 huyện Hàm Thuận Bắc và Hàm Thuận Nam) vào huyện Bắc Bình.

Huyện Bắc Bình có 15 xã: Bình Tân, Chợ Lầu, Hải Ninh, Hòa Thắng, Hồng Phong, Hồng Thái, Lương Sơn, Phan Điền, Phan Hiệp, Phan Hòa, Phan Lâm, Phan Rí Thành, Phan Sơn, Phan Thanh và Sông Lũy.
Ngày 20 tháng 6 năm 1986, chia xã Hải Ninh thành 2 xã: Hải Ninh và Bình An.
Ngày 26 tháng 12 năm 1991, tỉnh Bình Thuận được tái lập từ tỉnh Thuận Hải cũ, huyện Bắc Bình thuộc tỉnh Bình Thuận.
Năm 1992, chuyển xã Chợ Lầu thành thị trấn Chợ Lầu, thị trấn huyện lỵ huyện Bắc Bình.
Năm 1994, thành lập xã Phan Tiến trên cơ sở điều chỉnh một phần diện tích và dân số của xã Sông Lũy.
Ngày 18 tháng 7 năm 2003, thành lập xã Sông Bình trên cơ sở điều chỉnh một phần diện tích và dân số của hai xã Sông Lũy và Lương Sơn..
Ngày 3 tháng 12 năm 2007, điều chỉnh địa giới hành chính ba xã Lương Sơn, Hòa Thắng, Sông Bình và thành lập thị trấn Lương Sơn trên cơ sở xã Lương Sơn sau khi điều chỉnh địa giới hành chính.
Ngày 24 tháng 10 năm 2024, Ủy ban Thường vụ Quốc hội ban hành Nghị quyết số 1253/NQ-UBTVQH15 về việc sắp xếp đơn vị hành chính cấp xã của tỉnh Bình Thuận giai đoạn 2023 – 2025 (nghị quyết có hiệu lực từ ngày 1 tháng 12 năm 2024). Theo đó, điều chỉnh 4,43 km² diện tích tự nhiên của xã Phan Lâm để nhập vào xã Phan Sơn.
Huyện Bắc Bình có 2 thị trấn và 16 xã như hiện nay.

## Văn hóa

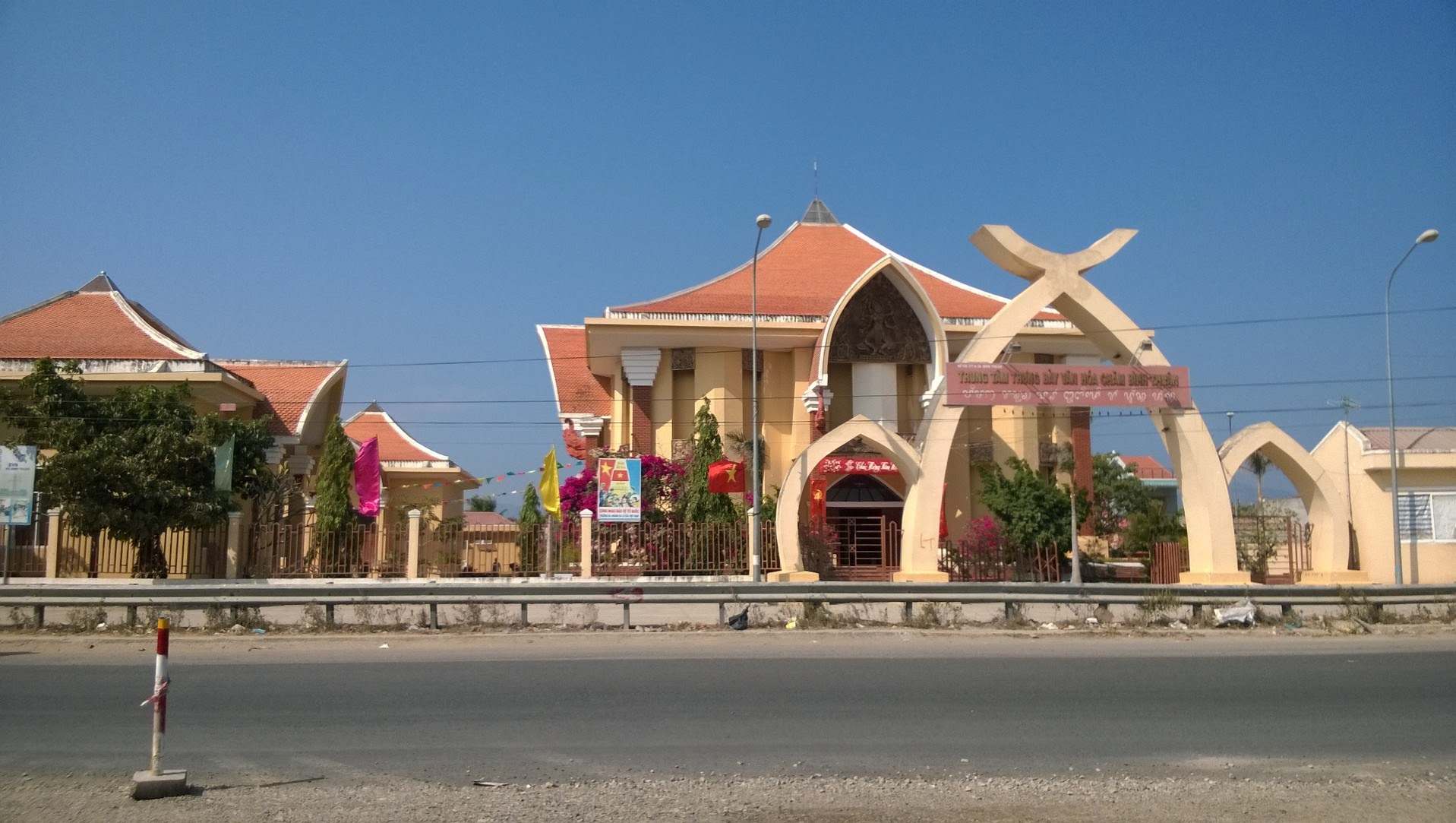
Trung tâm Trưng bày Văn hóa Chăm Bình Thuận

Bắc Bình là nơi bảo lưu dòng văn hóa Chăm Pa đặc sắc. Vị công chúa cuối cùng của hoàng tộc Chăm Pa, người dân địa phương gọi bà là Bà Thầm, bà mất khoảng năm 1997. Dòng văn hóa Chăm có những giá trị nghệ thuật đỉnh cao trong đó điển hình nhất là nghệ thuật múa vẫn còn lưu giữ và phát huy. Tiến sĩ nghệ thuật múa Đặng Hùng là người đã sống nhiều năm tại đây và nghiên cứu bảo tồn, phát huy nền nghệ thuật múa Chăm, các thể loại múa quạt, múa đội nước, múa Siva (cung đình) và nhiều thể loại khác đã từ lâu xứng tầm nghệ thuật bác học.

## Du lịch
Cảnh đẹp độc đáo của Bình Thuận và Bắc Bình là những ốc đảo xanh tươi chạy dọc theo hơn 100 km bờ biển thanh bình, từ thị trấn Lagi phía nam, đến mũi Kê Gà nơi có ngọn hải đăng đẹp nhất và cổ nhất Việt Nam; đến thành phố Phan Thiết hiền hoà nơi lưu giữ những di sản văn hoá 300 năm mở cõi của người Việt và những di sản truyền thống của người Hoa. Cảnh đẹp này tương phản bằng nhiều sắc thái, nhiều cung bậc cảnh sắc. Từ những khu rừng nguyên sinh trong vùng giáp ranh với Lâm Đồng với những cảnh đẹp hồ thủy điện Hàm Thuận, Đa Mi, Thác Sương Mù, Thủy Điện Đại Ninh dọc theo con đường mòn mà xưa kia Bác sĩ Yersin đã lần tìm ra cao nguyên Liang Biang, Đà Lạt ngày nay; cảnh sắc xuôi về những đồng bằng xanh ngát qua những thị trấn nhỏ thanh bình, xanh ngắt vườn thanh long; xuôi về hướng biển là cung đường du lịch ấn tượng nhất và đẹp nhất Việt Nam, con đường này nối từ thị trấn Lương Sơn về Mũi Né ngược về Hàm Tiến và Phan Thiết, đây là cung đường nối từ đồng bằng, vắt ngang lên những dải đồi cát hoang sơ nơi lưu dấu chiến khu Lê Hồng Phong oai hùng (nay thuộc xã Hồng Phong và Hoà Thắng).
Đi dọc Quốc lộ 1 ra hướng Nha Trang, con đường mang ta đến với suối nước khoáng nóng Vĩnh Hảo lừng danh đã từng được gắn thương hiệu Vichy (Pháp), thêm 10 cây số nữa là bờ biển dọc theo vách đá đứng đứng của Cà Ná.